# Рок Хил (Њујорк)
Рок Хил (енгл. Rock Hill) насељено је место без административног статуса у америчкој савезној држави Њујорк.

## Демографија
По попису из 2010. године број становника је 1.742, што је 686 (65,0%) становника више него 2000. године.
| Група             | 2000.       | 2010.         |
| Белци             | 980 (92,8%) | 1.263 (72,5%) |
| Афроамериканци    | 4 (0,4%)    | 164 (9,4%)    |
| Азијати           | 23 (2,2%)   | 86 (4,9%)     |
| Хиспаноамериканци | 38 (3,6%)   | 216 (12,4%)   |
| Укупно            | 1.056       | 1.742         |